# Hegyeshalom
Hegyeshalom là một làng thuộc hạt Győr-Moson-Sopron, Hungary. Làng này có diện tích 52,66 km², dân số năm 2010 là 3502 người, mật độ 67 người/km².